# Goniurellia persignata
Goniurellia persignata är en tvåvingeart som beskrevs av Amnon Freidberg 1980. Goniurellia persignata ingår i släktet Goniurellia och familjen borrflugor. Inga underarter finns listade i Catalogue of Life.